# Necydalis inermis
Necydalis inermis är en skalbaggsart som beskrevs av Pu 1992. Necydalis inermis ingår i släktet stekelbockar, och familjen långhorningar. Inga underarter finns listade i Catalogue of Life.